# Янакиева, Елка
Елка Кирилова Янакиева — болгарский педагог, учёный в области педагогики дошкольного и младшего школьного возраста, создатель концепции экологического воспитания. Доктор педагогических наук, профессор.

## Биография
В юности она увлекалась проблемами литературного творчества и являлась сотрудником литературного журнала «Родная речь». В школьные годы опубликовала первую педагогическую работу «По стопам учителя» (1971), в которой отражаются исторические факты создания легендарной болгарской Солунской гимназии.
В 1975 году закончила философский факультет Софийского университета по специальности «педагогика».
В период 1982—1986 годах проходила очную аспирантуру в НИИ дошкольного воспитания АПН СССР (ныне НИИ дошкольного воспитания и семейного воспитания РАО) под руководством профессора Т. С. Комаровой. Защитила в этом институте кандидатскую диссертацию по теме «Ознакомление с природой как средство обогащения изобразительной деятельности детей 4—5 лет» в 1986 году.
В области теории и практики изобразительной деятельности детей она создала свою воспитательную модель, которая работает на развитие воображения ребёнка и обогащения его творчества. В основе этой модели лежит экологический подход[неизвестный термин] к пониманию процессов детского развития и к конструированию воспитательно-образовательного пространства, в котором это развитие происходит.
В 2006 году защитила докторскую диссертацию по теме «Теоретико-методическая модель экологического воспитания детей дошкольного возраста».
С 2009 года — профессор Юго-Западного университета им. Неофита Рильского в Благоевграде.
В декабре 2010 года избрана почётным доктором наук «Восточно-Сибирской открытой академии» (Россия, Красноярск).

## Научная деятельность
Автор около 135 научных трудов (в том числе 10 монографий), на болгарском, русском, македонском и английском языках. Известны её труды по прикладной педагогике, в которых она показывает конкретные пути осуществления взаимосвязи между педагогической теорией и педагогической практикой.
Часть трудов посвящена интерпретации экологического воспитания, в других трудах рассматриваются технологии обучения географии в средней школе, дидактики высшего образования, проблемам магистратуры и аспирантуры.
Является членом редакционных коллегий 11 научных сборников материалов международных конференции. До 2009 года являлась членом редакционной коллегии научного журнала «Journal of International Scientific Publications: Language, Individual & Society».
Является членом экспертного совета МОО «Информация для всех», руководит секциями в направлении «Педагогические науки» на III Студенческом научном форуме РАЕ.